# Середчиха (Восточно-Казахстанская область)
Середчиха (каз. Середчиха) — исчезнувшее село в Катон-Карагайском районе Восточно-Казахстанской области Казахстана.

## Географическое положение
Располагалось в 6,5 км к северо-западу от аула Жазаба (Язовая), в месте слияния рек Середчиха и Тесная у подножья горы Гаврилыч.

## Население
На карте 1961 года в Середчихе значится 24 жителя.